# La Chambre
La Chambre (früher italienisch La Chiambra) ist eine französische Gemeinde mit 1.191 Einwohnern (Stand 1. Januar 2022) im Département Savoie in der Region Auvergne-Rhône-Alpes. Sie gehört zum Arrondissement Saint-Jean-de-Maurienne und zum Kanton Saint-Jean-de-Maurienne und liegt am Fluss Arc.

## Bevölkerungsentwicklung
| Jahr                       | 1962 | 1968 | 1975 | 1982 | 1990 | 1999 | 2021 |
| Einwohner                  | 773  | 826  | 874  | 960  | 981  | 1111 | 1178 |
| Quellen: Cassini und INSEE |      |      |      |      |      |      |      |

## Persönlichkeiten
- Jean IV., Comte de La Chambre, um 1300; ⚭ Jeanne de Chalon, Tochter von Jean I. de Chalon, Seigneur d’Arlay
- Louis de Seyssel, Comte de La Chambre, † 1483; ⚭ Jeanne de Chalon, Tochter von Louis de Chalon, Prince d’Orange